# Arne von Boetticher
Arne von Boetticher (* 1970 in Oldenburg) ist ein deutscher Sozial- und Rechtswissenschaftler.

## Leben
Von Boetticher stammt aus der kurländischen Linie der Familie Boetticher. Er machte 1990 Abitur in Oldenburg. Von 1991 bis 1995 studierte er Sozialarbeit und Sozialpädagogik an der Alice Salomon Hochschule in Berlin und schloss das Studium mit Diplom ab. 1995 bis 1999 folgte ein Studium der Rechtswissenschaften an der Humboldt-Universität zu Berlin. Nach seinem ersten Staatsexamen promovierte er 2000 bis 2003 mit dem Thema Auswirkungen des europäischen Beihilfenrechts auf die Privilegierung gemeinnütziger Anbieter sozialer Dienstleistungen in Deutschland und war 2001 bis 2004 als Mitarbeiter bei Professor Johannes Münder an der Technischen Universität Berlin tätig. Aus dieser Zeit stammen seine ersten Veröffentlichungen und führten später zur Mitwirkung am Lehr- und Praxiskommentar zum SGB II und SGB XII. Das Rechtsreferendariat schloss er 2004 mit dem Großen juristischen Staatsexamen ab.
2004 begann er seine berufliche Tätigkeit zunächst als Justitiar beim AOK-Bundesverband in Bonn, wurde aber schon im Folgejahr für 15 Monate als wissenschaftlicher Mitarbeiter an das Bundessozialgericht nach Kassel abgeordnet. 2006 wurde er nach seiner Rückkehr Referent für Gesundheits- und Sozialpolitik, wechselte jedoch zum 1. August 2011 als Leiter der Rechtsabteilung zum Verband der Ersatzkassen (vdek). 2012 folgte er einem Ruf als Professor für das Lehrgebiet Rechtswissenschaften an den Fachbereich Sozialwesen der Ernst-Abbe-Hochschule nach Jena und war von 2015 bis 2017 Dekan dieses Fachbereichs. 2019 nahm er den Ruf der Fachhochschule Potsdam als Professor für Sozialrecht am Fachbereich Sozial- und Bildungswissenschaften an.

## Werke (Auswahl)
- Die frei-gemeinnützige Wohlfahrtspflege und das europäische Beihilfenrecht. Baden-Baden, Nomos-Verlag 2003.
- Die Schiedsstelle nach dem Bundessozialhilfegesetz : Vertragshilfe oder hoheitliche Schlichtung? (zusammen mit Britta Tammen) in Beiträge zum Recht der sozialen Dienste und Einrichtungen. Heft 54, S. 28–60.
- Wettbewerbsverzerrungen im Kinder- und Jugendhilferecht im Lichte des europäischen Wettbewerbsrechts. (zusammen mit Johannes Münder) Berlin, VPK-Bundesverband 2003.
- Objektförderung als verbotene Beihilfe nach europäischem Recht. (zusammen mit Johannes Münder) In: Ursula Köbl, Frank Brünner (Hrsg.): Abschied von der Objektförderung? Baden-Baden, Nomos Verlag, 2004, S. 33–50.
- Die Förderung des Wohlfahrtswesens. In: Rupert Graf Strachwitz, Florian Mercker (Hrsg.): Stiftungen in Theorie, Recht und Praxis, Berlin, Duncker  Humblot 2005; S. 151–157.
- Europäisches Wettbewerbsrecht und Dienstleistungsproduktion in der Kinder- und Jugendhilfe. In: Gregor Hensen (Hrsg.): Markt- und Wettbewerb in der Kinder-  und Jugendhilfe, Juventa, München 2006, S. 137–158.
- Urteilsanmerkung zum „Stauffer“-Urteil des Gerichtshofes der Europäischen Gemeinschaften. In: ZESAR Heft 2/2007, S. 129 ff.
- Der Spitzenverband Bund der Krankenkassen. In: SGb 01/2009, S. 15 ff
- Kinder- und Jugendhilfe und europäischer Binnenmarkt. (zusammen mit Johannes Münder) Baden-Baden, Nomos-Verlag 2009.
- Soziale Dienste und EU-Dienstleistungsrichtlinie. In: RdJB 4/2010 S. 488 ff.
- Die hoheitlichen Aufgaben der Kinder- und Jugendhilfe. In: Werner Thole (Hrsg.): Grundriss Soziale Arbeit, 3. Auflage, Wiesbaden, Verlag für Sozialwissenschaften, 2010, S. 482–488.
- Rechtliche Fragen sozialer Dienste : zentrale Entwicklungen und Eckpunkte der Diskussion. (zusammen mit Johannes Münder) in Handbuch Soziale Dienste (Adalbert Evers, Hrsg.), Wiesbaden, Verlag für Sozialwissenschaften 2011, S. 206–225.
- Was hat die Europäische Union mit dem Kinder- und Jugendhilferecht in Deutschland zu tun?. In: ZJJ 2/2011, S. 154 ff.
- Internationale Bezüge des Kinder- und Jugendhilferechts, insbesondere des Europarechts. In: Johannes Münder, Reinhard Wiesner, Thomas Meysen (Hrsg.): Handbuch des Kinder- und Jugendhilferechts, 2. Auflage, Baden-Baden, Nomos-Verlag, 2011, S. 129–142.
- Grundzüge des Rechts : Studienbuch für soziale Berufe. (zusammen mit Thomas Trenczek, Britta Tammen und Wolfgang Behlert), 4. Auflage München, Reinhardt 2014, 5. Auflage 2018.
- Lehrbuch Kinder- und Jugendhilferecht. (zusammen mit Johannes Münder und Thomas Trenczek), 8. Auflage Baden-Baden, Nomos-Verlag 2018, 9. Auflage (zusätzlich mit Britta Tammen) 2020.
- Fälle zum SGB II, SGB IX und SGB XII. In: Corinna Grühn (Hrsg.): Fälle zum Sozialrecht, Verlag Barbara Budrich, Leverkusen-Opladen, 2017, S. 86–106.
- Das neue Teilhaberecht. 1. Auflage Baden-Baden, Nomos-Verlag 2017, 2. Auflage 2020.
- Nahtlosigkeitsideal oder Schnittstellenrealität im gegliederten Leistungssystem im Plan: Koordinierung bei Antrag und Leistung - aus einer Hand?. In: Sozialrecht aktuell 2019, S. 48–53.
- Rehabilitationsrecht – ein Studienbuch für soziale Berufe. (zusammen mit Gabriele Kuhn-Zuber), 1. Auflage Baden-Baden, Nomos-Verlag 2019.